# Eugenio Montes Domínguez
Eugenio Montes Domínguez (Vigo, 24 de novembre de 1900 – Madrid, 27 d'octubre de 1982) va ser un polític, humanista i escriptor espanyol, catòlic, que va escriure en gallec i en castellà. Va participar en la fundació del partit Falange Española, d'ideologia nacional-corporativista.

## Biografia
La seva família es va traslladar a Bande, en Ourense. Va estudiar el batxillerat a Ourense, i més tard va iniciar a Barcelona Filosofia i Lletres i Dret, carreres que va acabar, respectivament, a Madrid i a Oviedo. Es va doctorar en Filosofia i Lletres amb una tesi que va ser dirigida per José Ortega y Gasset en la Universitat Central de Madrid.
En els inicis de la seva carrera literària es va inclinar per l'ultraisme. A Madrid va freqüentar la tertúlia del Cafè Colonial, dirigida per Rafael Cansinos Assens, i conegué Guillermo de Torre, Pedro Garfias i Gerardo Diego. Publicà a revistes ultraistes com Cervantes, Grecia, Ultra, Perseo, Cosmópolis i Horizonte.
Va col·laborar amb la revista en gallec Nós, dirigida per Vicente Risco, en la qual va publicar poemes en gallec que conjuminen l'avantguarda amb la tradició gallega. En llengua gallega va publicar tres llibres: un poemari, Versos a tres cás o neto (1930); un llibre de narracions, O vello mariñeiro toma o sol, e outros contos (1922); i un assaig, Estética da muñeira (1922). Alhora que a Nós, va publicar en altres diaris i revistes gallecs.
A principis de la dècada de 1930, Montes va decidir dedicar-se exclusivament al periodisme, i va ser corresponsal dels periòdics ABC i El Debate a diverses capitals europees durant els anys 30.
Durant la Segona República, va col·laborar amb els seus articles en la revista monàrquica Acción Española, inspirada en el tradicionalisme catòlic espanyol, l'integralisme lusità i les idees nacionalistes de Charles Maurras. El 1933 va ser un dels fundadors de Falange Española, encara que les seves idees polítiques estaven més prop del tradicionalisme monàrquic que del feixisme. Va acompanyar a José Antonio Primo de Rivera en els seus viatges a l'Alemanya i a la Itàlia nacionalistes (1934-1935). Va col·laborar amb els seus articles i conferències a la difusió de la ideologia falangista, que diagnosticava una crítica feroç contra el liberalisme polític, tant amb anterioritat a la guerra com durant el seu desenvolupament.
Després de la guerra, Montes va continuar exercint com a periodista, sent corresponsal dels periòdics ABC i Arribat. També va realitzar freqüents gires per Hispanoamèrica com a conferenciant. Va publicar diversos llibres d'articles i assajos breus: El viajero y su sombra (1940), Federico II de Sicilia y Alfonso X de Castilla (1943), Elegías europeas (1949), La estrella y la estela (1953) i Discurso a la catolicidad española (1954).
A més, va escriure un guió sobre el qual es basarien José Antonio Nieves Conde i Gonzalo Torrent Ballester per realitzar la pel·lícula "Surcos", una de les obres cinematogràfiques més representatives del Realisme espanyol.
El 1963 va ser nomenat director de l'Instituto de España en Roma. El 1978 va llegir el seu discurs d'ingrés en la Reial Acadèmia Espanyola, sobre «El romanticismo de los clásicos».

## Obres

### En gallec
- Versos a tres cás o neto (Ed. Nós, La Coruña, 1930)
- O vello mariñeiro toma o sol, e outros contos (Ed. Céltiga, Ferrol, 1922)

### En castellà
- El viajero y su sombra, Madrid, Cultura Hispánica, 1940
- Discurso a la catolicidad española, 1940
- Melodía italiana, 1943
- Federico II de Sicilia y Alfonso X de Castilla, 1943
- Elegías europeas, Madrid, Afrodisio Aguado, 1949
- La estrella y la estela, Ediciones del Movimiento, Madrid, 1953